# پروژه اکسیژن
پروژه اکسیژن (به انگلیسی: Oxygen) پروژه‌ای است که به منظور دادن جلوهٔ بصری تازه‌ای به محیط پلاسمای کی‌دی‌ای ساخته شده‌است.
این پروژه شامل مجموعه‌ای از آیکون‌های کامپیوتر، یک دکوراسیون پنجره برای KWin، پوسته‌های ابزار ویجت برای جی‌تی‌کی+ و کیوت، دو پوسته برای محیط پلاسما، و یک خانواده فونت تروتایپ می‌باشد.
مجموعه پوستهٔ اکسیژن به طور پیشفرض برای محیط پلاسما در اکثر توزیع‌های لینوکس، همانند فدورا، کوبونتو و اپن‌سوزه استفاده می‌شود.

## تاریخچه
هدف ابتدایی ساخت یک مجموعهٔ جدید از آیکون‌ها بود ولی طوری گسترش یافت تا شامل یک پوسته جدید، یک نشان‌گر موس، ویجت و پوسته پنجره، و صداهای جدید باشد. پروژهٔ اکسیژن ظاهر کارتونی پیشین کی‌دی‌ئی۳ را با به الهام گرفتن بیشتر از سبک فوتورئالیسم تغییر داد. یکی از مهم‌ترین اهداف اکسیژن ایجاد یک محیط دسکتاپ مناسب که باعث گیج‌شدگی کاربر نشود، بود. نام اکسیژن از یک شوخی بین توسعه‌دهنده‌ها که می‌خواستند «هوای تازه‌ای برای تنفس در میزکار بیاورند» آمده است.

### ۴٫۰

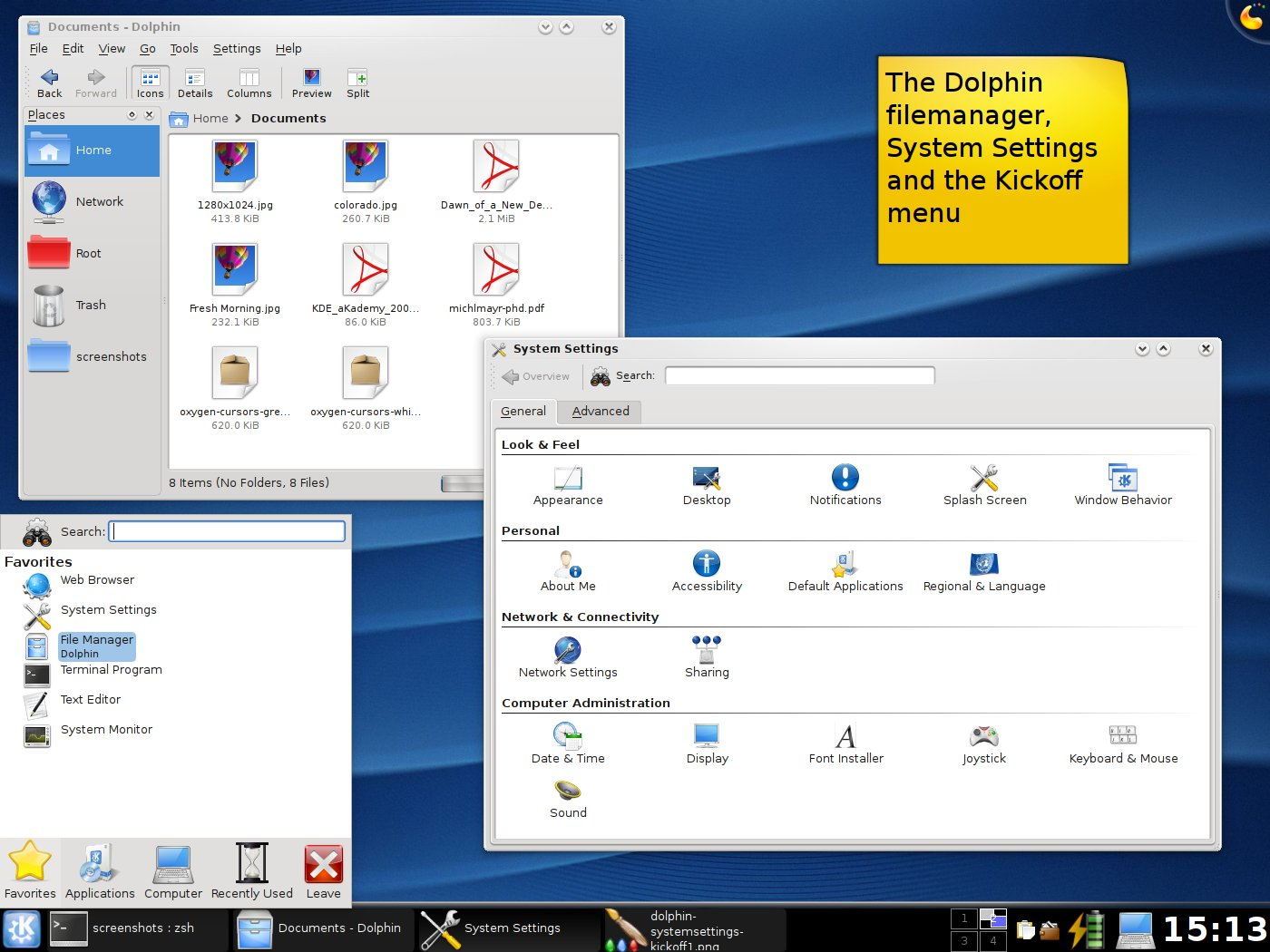
اکسیژن ۴٫۰

### ۴٫۲

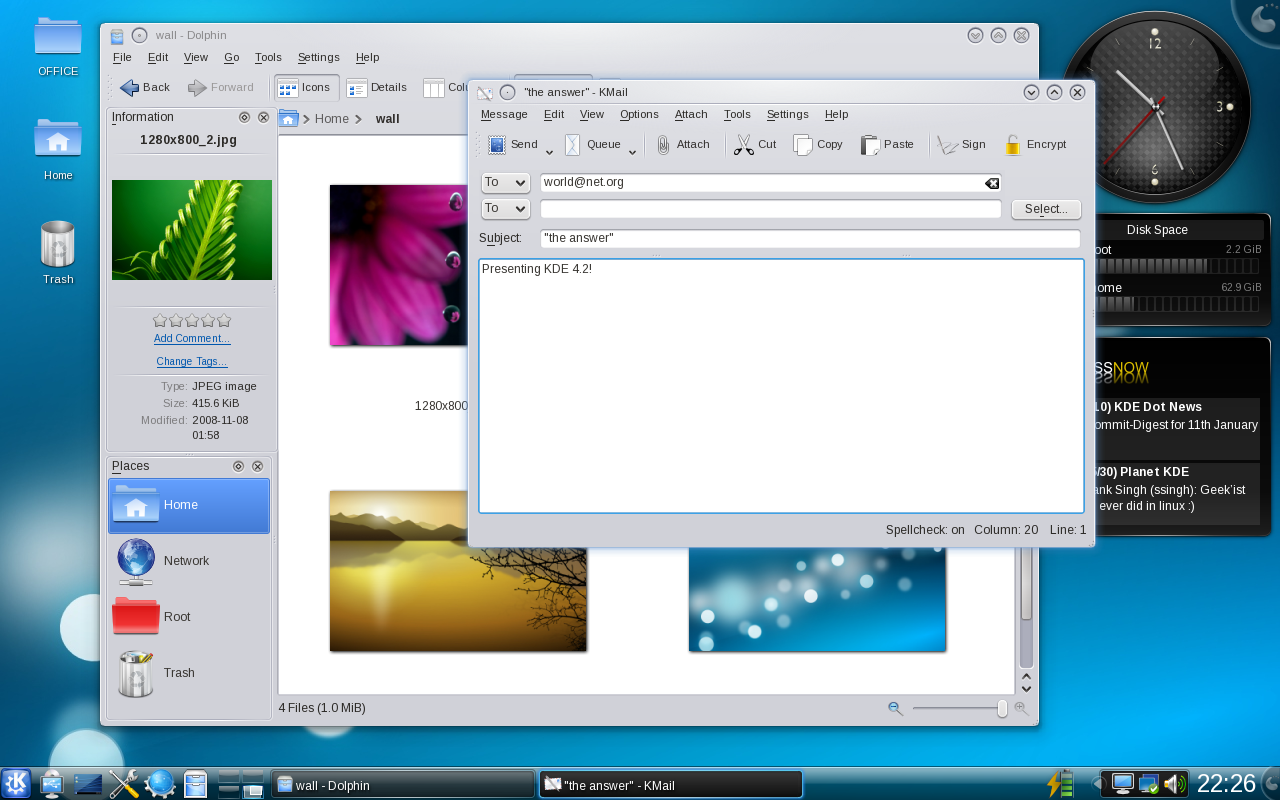
دسکتاپ پلاسما ۴٫۲

### ۴٫۳

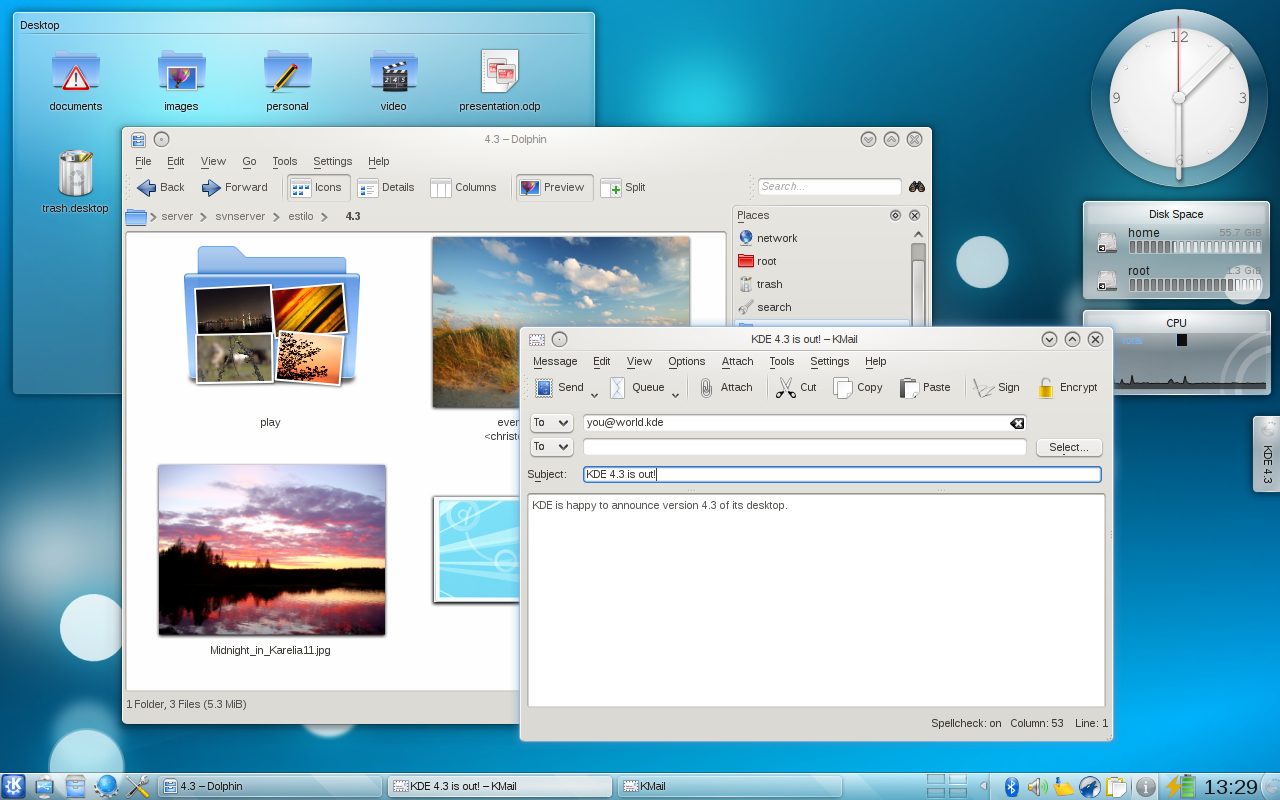
دسکتاپ پلاسما ۴٫۳ با پوستهٔ جدید «Air»

### ۴٫۴

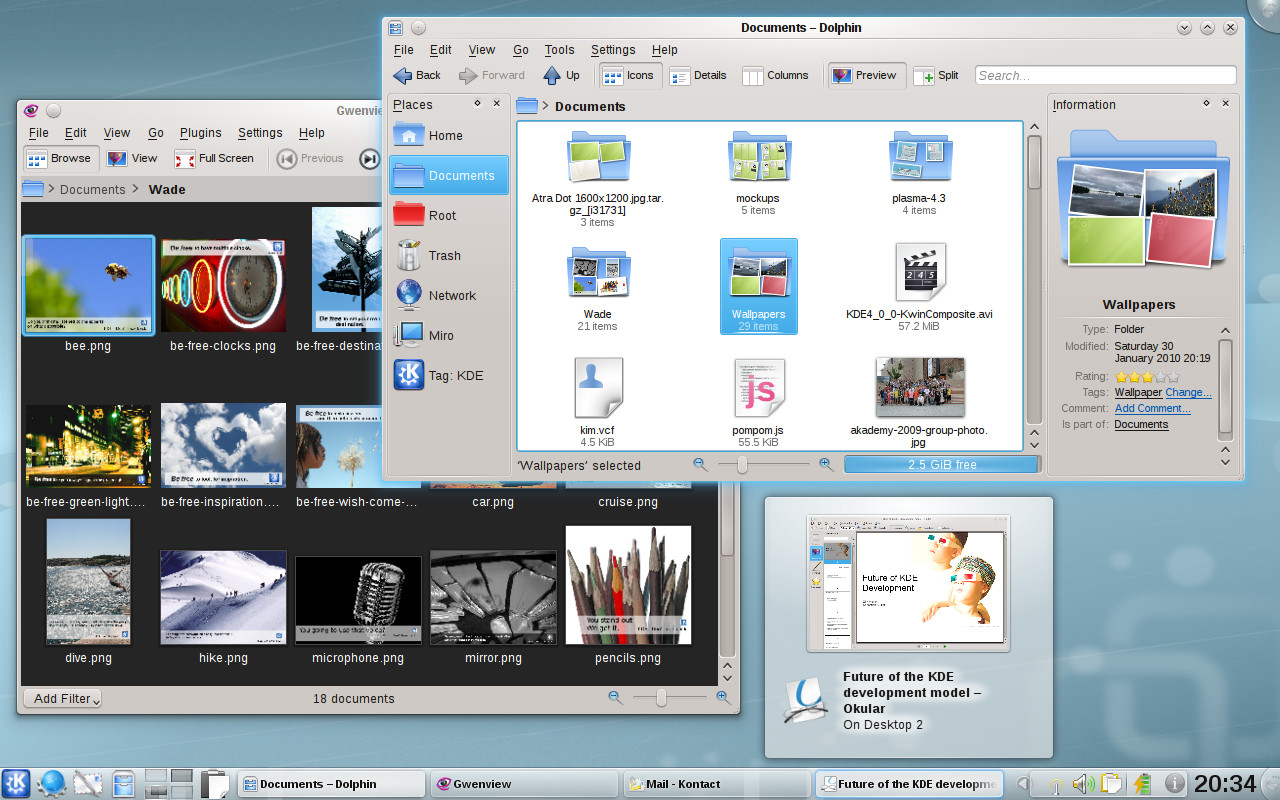
دسکتاپ پلاسما ۴٫۴

### ۴٫۵

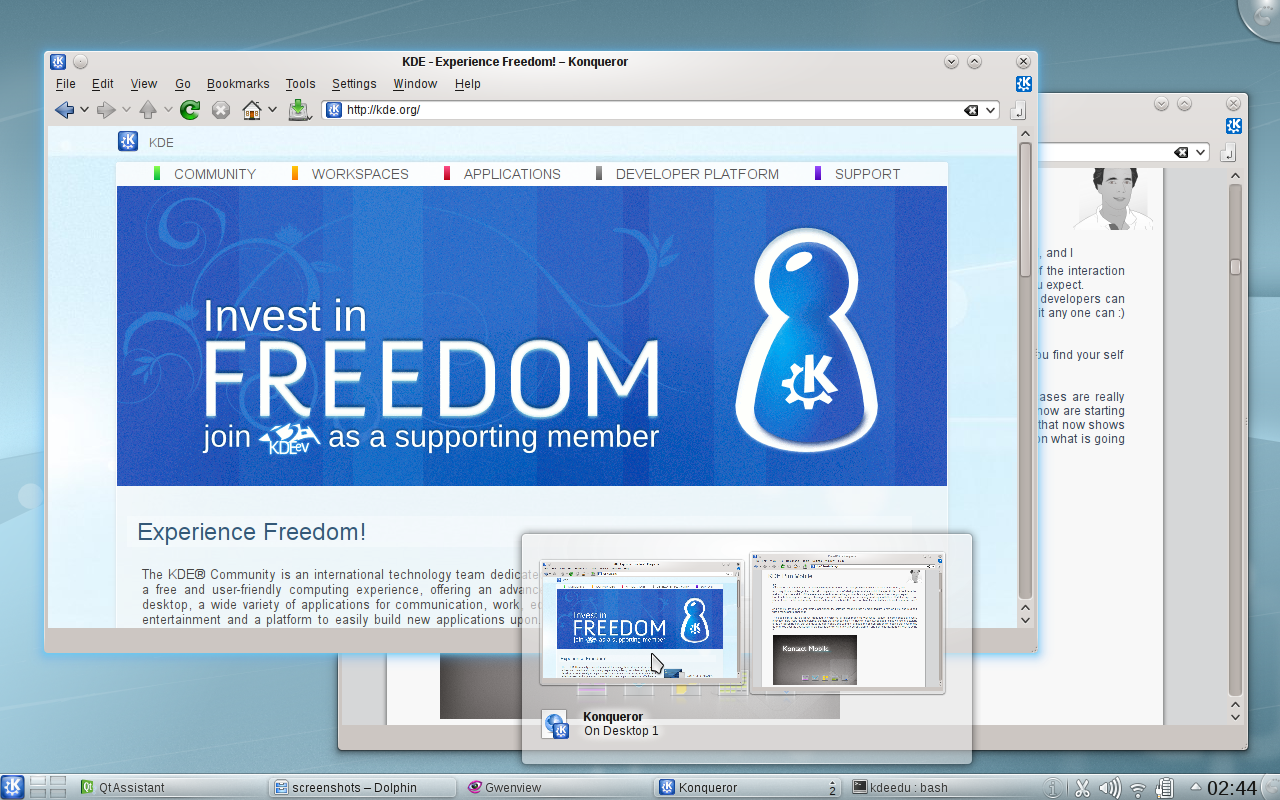
دسکتاپ پلاسما ۴٫۵

### ۴٫۱

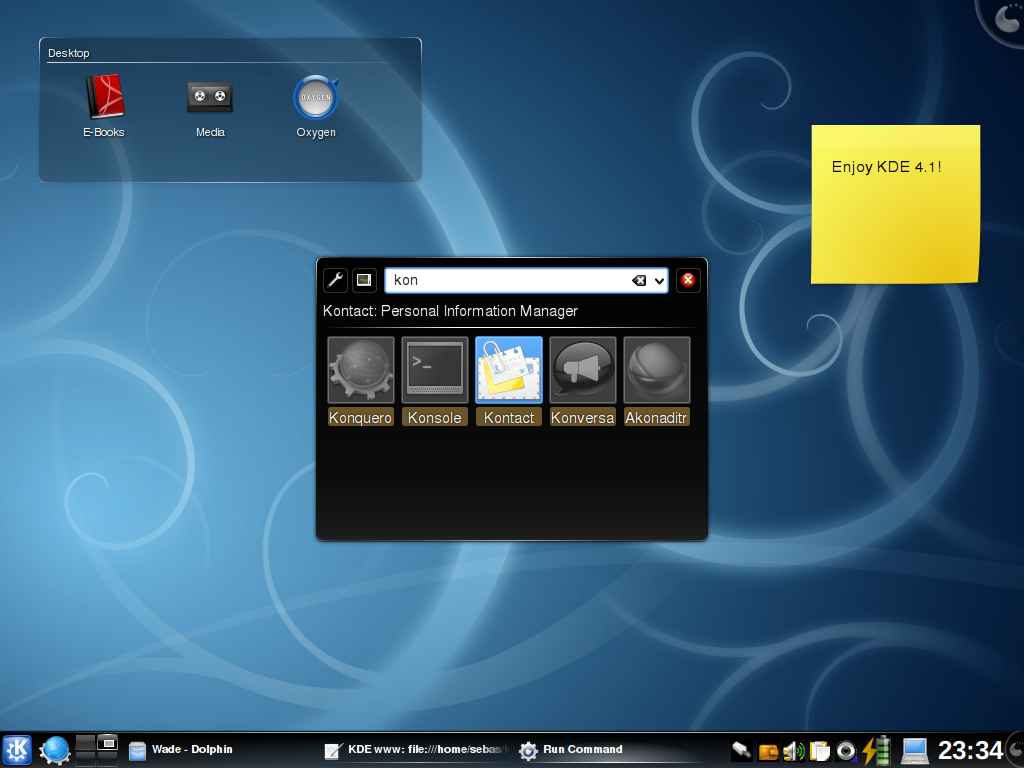
پوسته دسکتاپ پلاسما ۴٫۱
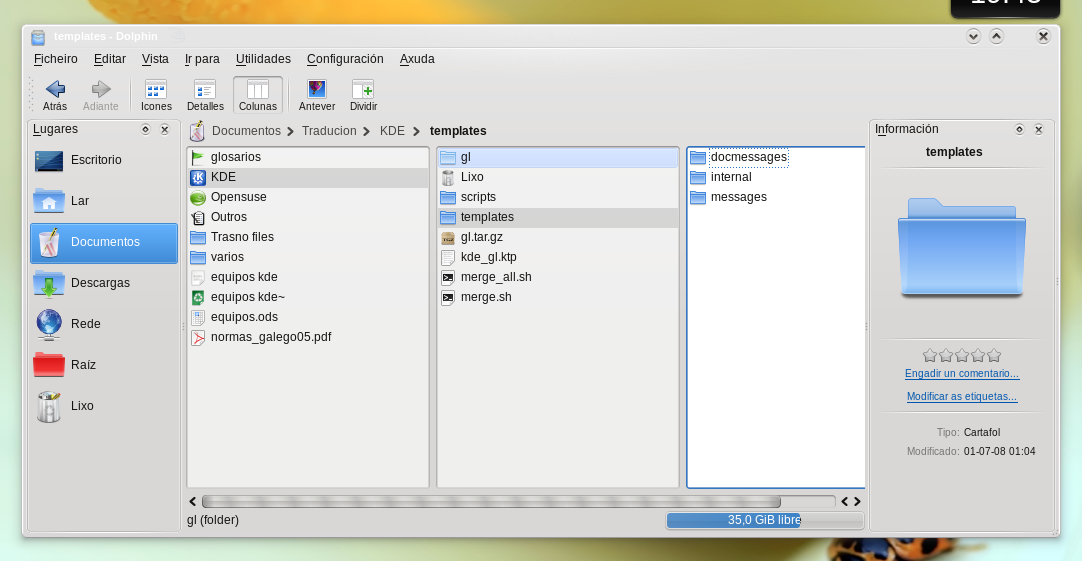
پوسته KWIN 4.1